# Azaïs (film)
Pour les articles homonymes, voir Azaïs.
Pour plus de détails, voir Fiche technique et Distribution.
Azaïs est un film français réalisé par René Hervil, sorti en 1931.

## Fiche technique
- Titre : Azaïs
- Réalisation : René Hervil
- Scénario : d'après la pièce de Georges Berr et Louis Verneuil
- Dialogues : Pierre Maudru
- Photographie : Armand Thirard et Robert Lefebvre
- Musique : Victor Alix et Henri Verdun
- Son : Robert Beaudoin
- Décors : Jean d'Eaubonne
- Producteur : Jacques Haïk
- Société de production : Les Établissements Jacques Haïk
- Pays de production :  France
- Format : Noir et blanc — 35 mm — 1,37:1 — Son : Mono
- Genre : Comédie
- Durée : 102 minutes (1 h 42)
- Date de sortie : 
  - France : 22 mai 1931

## Distribution
- Max Dearly : le baron Wurtz
- Pierre Stephen : Félix
- Gaston Dupray : Luquin
- Paul Clerget : Constantinovitch
- Henry Houry : Fogson
- Robert Pizani : Stromboli
- Raymond Galle
- Jeanne Saint-Bonnet : la comtesse Romani
- Henriette Delannoy : la baronne Wurtz
- Suzy Pierson : Gabrielle Avize
- Simone Rouvière : Suzette Wurtz
- Paulette Duvernet : la caissière
- Berni : le roi de Moldavie